# Cementerio de Montrouge
El cementerio de Montrouge (en francés: Cimetière de Montrouge) es un camposanto que se halla en el XIV Distrito de París, entre los Bulevares de los Mariscales y el Bulevar Periférico de París. Fue inaugurado en 1819 en la comuna de Montrouge, pero pasó a la ciudad de París en 1925, tras cambios en las lindes de los municipios colindantes con la capital francesa.  Entre las tumbas más visitadas destaca la del humorista Michel Colucci (Coluche), aunque hay otras muchas tumbas de interés,  así como una cripta. A pesar de ser un cementerio parisino, cabe destacar la influencia de Montrouge, sobre todo a través de la estela de granito que conmemora a 96 soldados de la localidad caídos durante la Primera Guerra Mundial en los campos de batalla.

## Personalidades enterradas en el cementerio

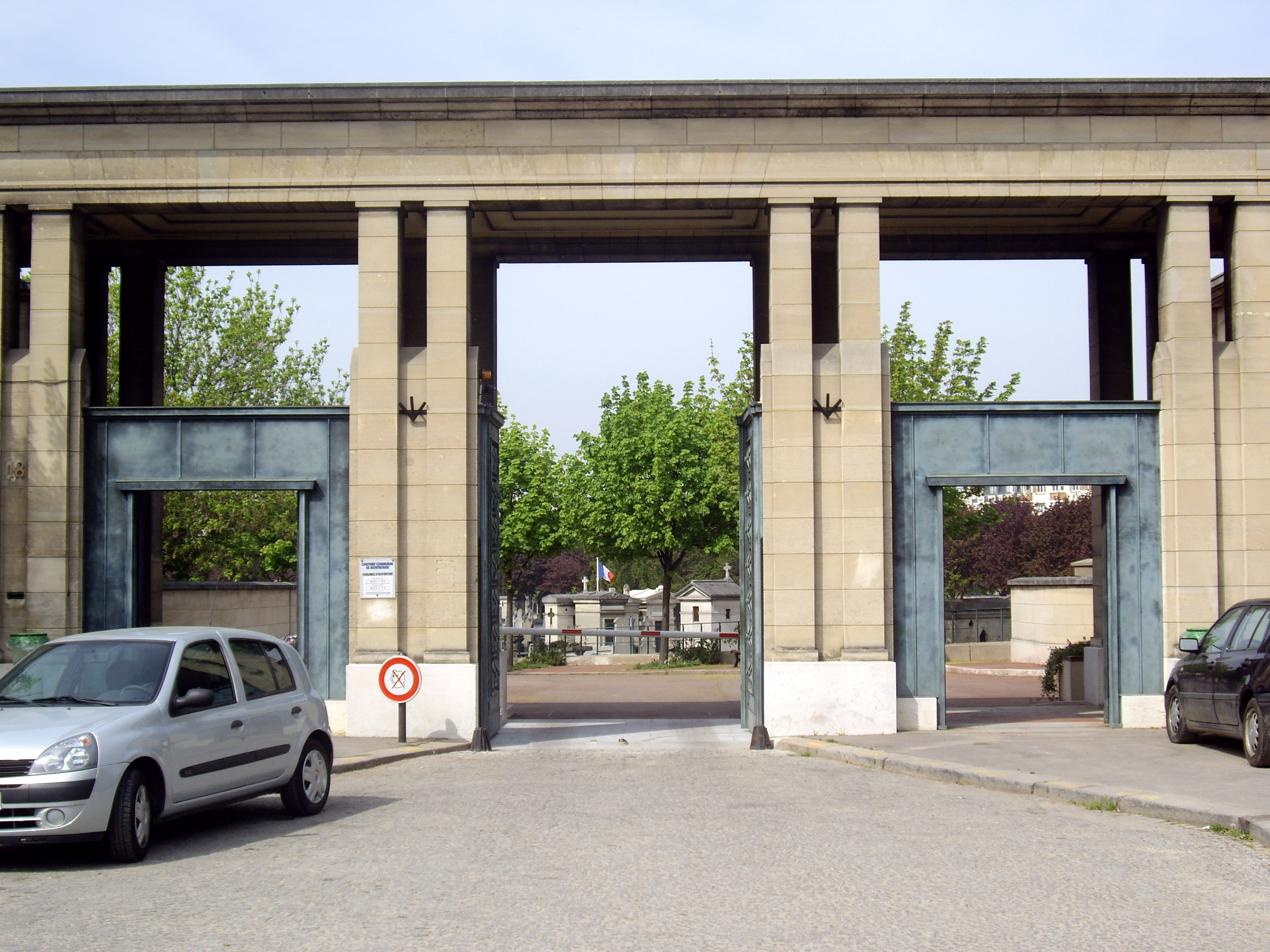
Entrada al cementerio

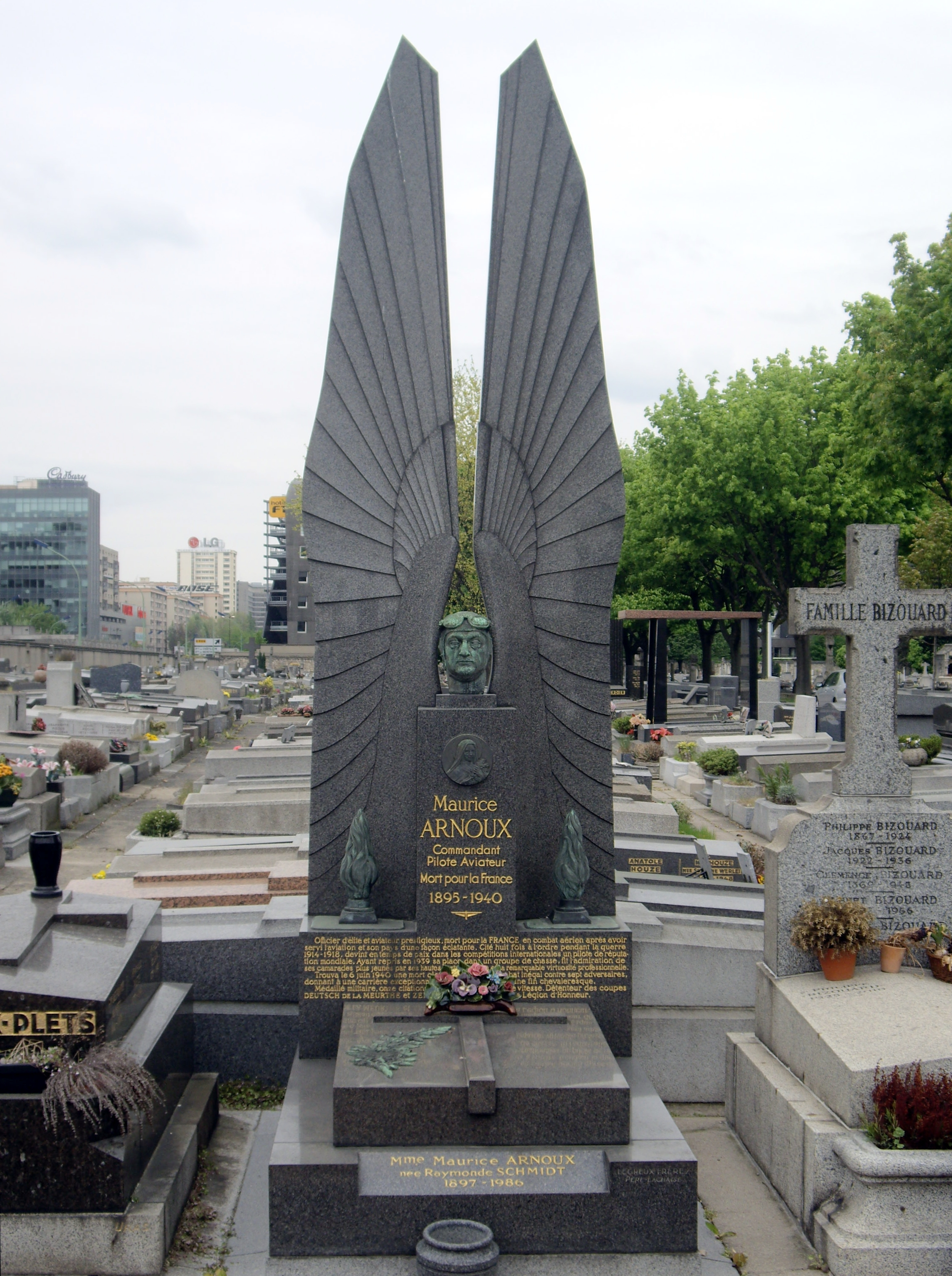
Vista desde el sur dominada por la tumba de Maurice Arnoux.

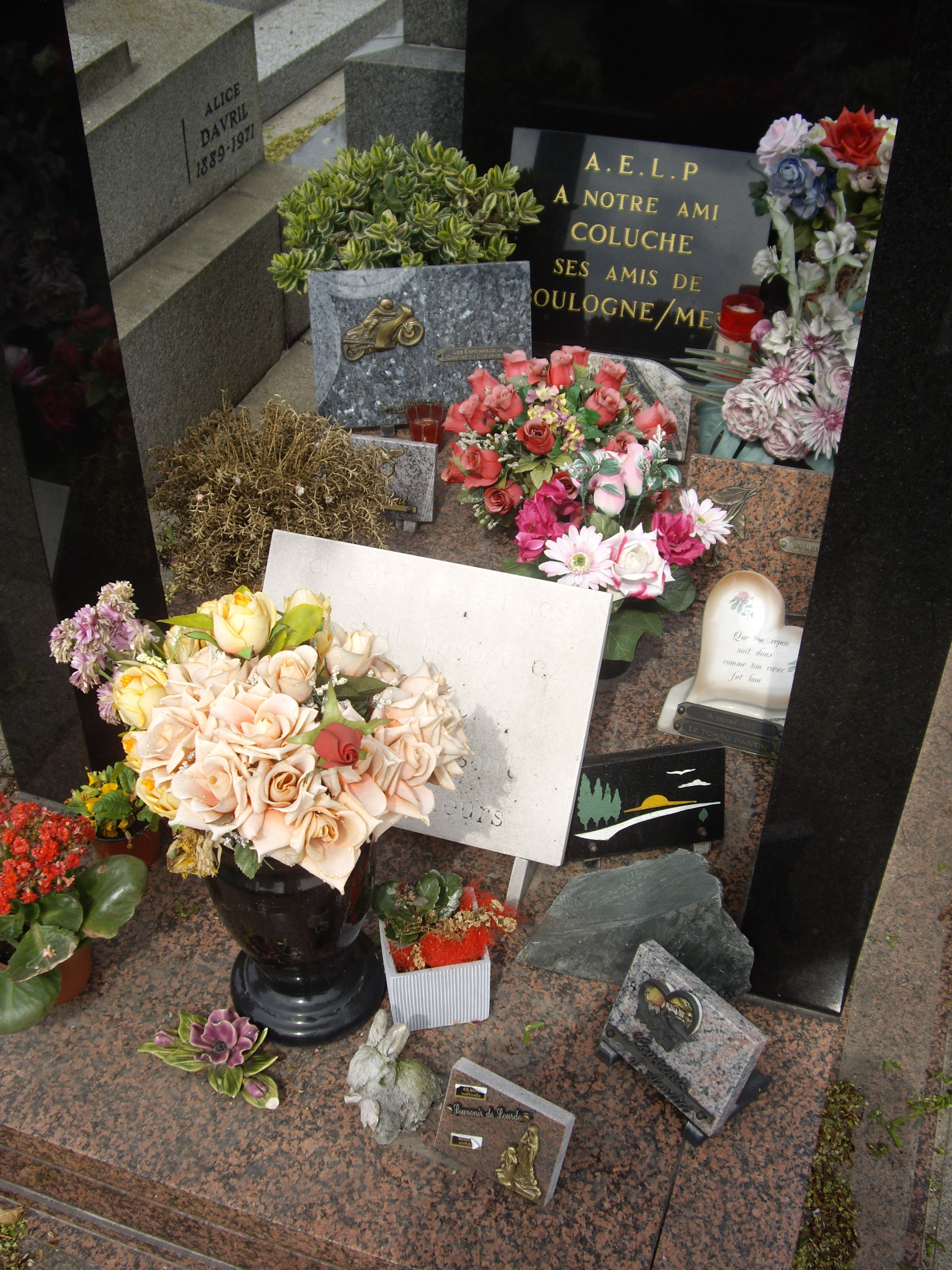
Tumba del comediante Coluche.

| Grave | Name                            | Dates               | Désignation                               |
| ----- | ------------------------------- | ------------------- | ----------------------------------------- |
|       | Maurice Arnoux                  | 1895–1940           | aviador                                   |
|       | Odile Astié                     | 1941–1980           |                                           |
|       | Michel Audiard                  | 1920–1985           | director de cine y guionista              |
|       | Jurgis Baltrušaitis             | 1873–1944           | poeta y traductor lituano                 |
|       | Émile Bégin                     | 1802–1888           | físico e historiador                      |
|       | István Beöthy                   | 1897–1961           | escultor y arquitecto de origen húngaro   |
|       | Georges Biscot                  | 1889–1944           | actor y cantante                          |
|       | Eugénie Buffet                  | 1866–1934           | cantante de music hall                    |
|       | Cécile Cerf Marcel Cerf         | 1916–1973 1911–2010 | líder de la Resistencia                   |
|       | Pierre Clerget                  | 1875–1943           | ingeniero e inventor                      |
|       | Coluche                         | 1944–1986           | comediante y actor                        |
|       | René Crevel                     | 1900–1935           | escritor y poeta surrealista              |
|       | Gabriel Cromer                  | 1873–1934           | fotógrafo                                 |
|       | Georges Cusin                   | 1902–1964           | actor                                     |
|       | Jules Déchin                    | 1869–1947           |                                           |
|       | Emmanuel Dolivet                | 1854–1910           | escultor                                  |
|       | Maurice Escande                 | 1892–1973           | actor                                     |
|       | Félix Fourdrain                 | 1880–1923           | organista y compositor                    |
|       | Pierre-Gilles de Gennes         | 1932–2007           | físico, Premio Nobel, Collège de France   |
|       | Gustave Geffroy                 | 1855–1926           | periodista, historiador y crítico de arte |
|       | Henri Ginoux                    | 1909–1994           | alcalde de Montrouge                      |
|       | Albert Kazimirski de Biberstein | 1808–1887           | orientalista de origen polaco             |
|       | Grégory Ken                     | 1947–1996           | cantante                                  |
|       | Alphonse Kirchhoffer            | 1873–1913           |                                           |
|       | Georges Kirsch                  | 1892–1969           | aviador                                   |
|       | Ernest La Jeunesse              | 1874–1917           | periodista y crítico teatral              |
|       | Lina Margy                      | 1914–1973           | cantante                                  |
|       | Jacques Paul Migne              | 1800–1875           | sacerdote                                 |
|       | Germaine Montero                | 1909–2000           | cantante y actor                          |
|       | Henri Mouillefarine             | 1910–1994           | ciclista                                  |
|       | Dimitri Navachine               | 1889–1937           | político y economista ruso                |
|       | Louis Noël                      | 1839–1925           | escultor                                  |
|       | Charles Pélissier               | 1903–1959           | ciclista                                  |
|       | Henri Queffélec                 | 1910–1992           | escritor                                  |
|       | Lucien Rosengart                | 1881–1976           | empresario                                |
|       | Albert Simonin                  | 1905–1980           | escritor y guionista                      |
|       | Nicolas de Staël                | 1914–1955           | pintor de origen ruso                     |
|       | André Tollet                    | 1913–2001           | político                                  |